# You Give Good Love
"You Give Good Love" là một bài hát của nghệ sĩ thu âm người Mỹ Whitney Houston, phát hành như là đĩa đơn chủ đạo trích từ album đầu tay mang chính tên cô tại Mỹ vào tháng 2 năm 1985 bởi hãng thu âm Arista, và là đĩa đơn thứ hai trích từ album ở Vương quốc Anh. Bài hát được viết bởi LaLa và sản xuất bởi Kashif. Khi LaLa gửi Kashif bản sao của bài hát, ban đầu được cung cấp cho Roberta Flack, nhưng sau đó ông nghĩ rằng nó sẽ là phù hợp hơn với Whitney Houston và nói với Arista rằng ông muốn Whitney thu âm bài hát này. Bài hát nhận được những đánh giá chủ yếu là tích cực từ các nhà phê bình
Việc phát hành "You Give Good Love" đã đem đến cho Whitney sự chú ý và đứng trong thị trường âm nhạc da đen, theo đó đứng đầu bảng xếp hạng Billboard Hot Black Singles, nhưng nó cũng là một hit pop bất ngờ, khi đạt hạng 3 trên Billboard Hot 100, đây là đĩa đơn top 10 đầu tiên trong sự nghiệp của cô. Sau đó đĩa đơn được chứng nhận Vàng bởi Hiệp hội Công nghiệp ghi âm Mỹ (RIAA). Bài hát đã được phát hành chính thức ở một số nước như Úc, Canada, Nhật Bản, New Zealand và Vương quốc Anh, nhưng không lọt vào top 40 ở bất kì quốc gia nào, ngoại trừ Canada, nơi mà nó lọt vào top 10. Bài hát đã giành giải đĩa đơn Soul/R&B được yêu thích tại lễ trao giải American Music Awards lần thứ 13, cũng như được đề cử ở hạng mục Trình diễn giọng R&B nữ xuất sắc nhất tại lễ trao giải Grammy lần thứ 28 năm 1986
Video ca nhạc của bài hát được đạo diễn bởi Karen Bellone, trong đó Whitney Houston biểu diễn tại một câu lạc bộ và có một nhiếp ảnh gia đã quay lại màn trình diễn của cô ấy. Houston đã biểu diễn ca khúc tại nhiều chương trình truyền hình khác nhau và các lễ trao giải như The Tonight Show Starring Johnny Carson, The 1985 R&B Countdown và Giải thưởng Soul Train Music Awards lần thứ I, cũng như trong 3 chuyến lưu diễn đầu của cô và một số ngày trong The Bodyguard World Tour (1993-1994) và My Love Is Your Love World Tour (1999). "You Give Good Love" cũng xuất hiện trên ba album tổng hợp của Houston là Whitney: The Greatest Hits (2000), Love, Whitney (2001) và The Essential Whitney Houston (2011).

## Danh sách track và định dạng
- AUS 12" Maxi-Vinyl / UK 12" Maxi-Vinyl Single[1][2]
  - A "You Give Good Love" (Extended Version) 4:55
  - B1 "Someone for Me"
  - B2 "Thinking About You"
- AUS 7" Vinyl / JPN 7" Vinyl Single[3][4]
  - A "You Give Good Love" – 4:33
  - B "Greatest Love of All" – 4:55
- UK 7" Vinyl Single[5]
  - A "You Give Good Love"
  - B "Thinking About You"
- US 7" Vinyl Single[6]
  - A "You Give Good Love" – 3:58
  - B "Greatest Love of All" – 4:55

## Xếp hạng và chứng nhận
| Nước (1985)                              | Vị trí cao nhất |
| ---------------------------------------- | --------------- |
| Australia (Kent Music Report)            | 58              |
| Canada (The Record)                      | 17              |
| Canada (RPM)                             | 9               |
| New Zealand (Recorded Music NZ)          | 44              |
| Anh Quốc (OCC)                           | 93              |
| Hoa Kỳ Billboard Hot 100                 | 3               |
| Hoa Kỳ Hot R&B/Hip-Hop Songs (Billboard) | 1               |
| Hoa Kỳ Adult Contemporary (Billboard)    | 4               |
| Chart (2012)                             | Peak position   |
| South Korea International Singles (Gaon) | 134             |

| Bảng xếp hạng (1985)                | Vị trí |
| ----------------------------------- | ------ |
| Canadian Singles Chart              | 76     |
| U.S. ''Billboard'' Hot 100          | 47     |
| U.S. Top Black Singles              | 2      |
| U.S. Top Adult Contemporary Singles |        |

| Nước (Đơn vị) | Chứng nhận |
| ------------- | ---------- |
| Mỹ (RIAA)     | Vàng       |